# Gymnopleurus tristis
Gymnopleurus tristis är en skalbaggsart som beskrevs av François Louis Nompar de Caumont de Laporte 1840. Gymnopleurus tristis ingår i släktet Gymnopleurus och familjen bladhorningar. Inga underarter finns listade i Catalogue of Life.